# Революция 1848—1849 годов в Германии
Революция 1848—1849 годов в Германии (нем. Deutsche Revolution von 1848/49), или Мартовская революция (нем. Märzrevolution) — революционные события, которые длились с марта 1848 года до позднего лета 1849 года на территории Германского союза и стали частью буржуазно-демократических и национальных восстаний в большинстве стран центральной Европы.
Главной внутренней причиной был вопрос об объединении Германии, устранении вмешательства князей, правящих феодальных сил в хозяйственную жизнь немецких государств, открывающее путь дальнейшему развитию капиталистических отношений. Идея объединения Германии нашла широкое распространение среди либеральной буржуазии.
Во время революции был создан первый общегерманский парламент — Франкфуртское национальное собрание, и была отменена цензура.

## Ход событий

### 1848 год
После получения известий о февральской революции 1848 года во Франции в первых числах марта в различных государствах Германии — Бадене, Вюртемберге, Баварии, Гессен-Дармштадте, Саксонии и других — произошли волнения: собрания граждан подавали монархам или палатам петиции с требованием свободы печати, суда присяжных и созыва общегерманского парламента. Монархи поспешили уступить и дали отставку прежним консервативным правительствам; их место заняли так называемые мартовские правительства, составленные из вождей либерального движения.
С 4 марта 1848 года в Баварии начались волнения. 6 марта король Баварии Людвиг I уступил некоторым требованиям революционеров и назначил более либеральный кабинет. 11 марта король под давлением консервативного католического лагеря выслал из страны свою любовницу танцовщицу Лолу Монтес, которая вмешивалась в государственные дела. Когда стало известно, что танцовщица вернулась, вспыхнули новые волнения, что заставило короля отречься от престола в пользу своего сына Максимилиана II.
В Великом герцогстве Гессен герцог Людвиг II и его премьер-министр Карл дю Тиль быстро сдались под давлением улицы. Великий князь отрекся от престола в пользу своего сына Людвига III и умер через несколько месяцев. Генрих фон Гагерн стал новым премьер-министром, но вскоре ушел в отставку, когда приступил к своим обязанностям в Франкфуртском национальном собрании. Когда крестьяне и демократы попытались поднять вопрос о собственности, между либералами и старыми властями возник фактический союз, и революция в Гессене закончилась.
В ходе революционных событий марта 1848 года в Королевстве Саксония произошла смена министров и некоторые либеральные реформы. После того как саксонский король отверг имперскую конституцию, принятую через год, 28 марта 1849 года во Франкфурте, 3 мая вспыхнуло Майское восстание в Дрездене, подавленное правительственными войсками.
Наиболее сильным революционное движение стало в Великом герцогстве Баден. Уже 27 февраля 1848 года в Мангейме состоялось народное собрание, на котором были предвосхищены основные требования революции. Баденские революционеры, особенно их сильно представленное радикально-демократическое крыло, требовали самых далеко идущих перемен: отмены аристократических привилегий, вооружения народа, прогрессивного подоходного налога, а также призывали к федеративной германской республике. В Гейдельберге (Баден), 5 марта 1848 года, группа немецких либералов начала готовиться к выборам в Германский парламент. 
В это же время в столице Пруссии Берлине начались народные сходки. 13 марта толпа народа, возвращаясь со сходки в Тиргартене, у Бранденбургских ворот в первый раз вступила в столкновение с солдатами. 15 и 16 марта происходили волнения, причем были убитые и раненые. Король Пруссии Фридрих Вильгельм IV пошёл на уступки: 18 марта он объявил о созыве соединённого ландтага и об отмене цензуры. Перед дворцом собралась масса народа, восторженно приветствовавшая короля; но вследствие какого-то недоразумения отряд драгун с саблями наголо врезался в толпу. Началась битва, продолжавшаяся всю ночь; в ней приняли участие рабочие с различных фабрик, а также студенты; среди сражающихся были даже женщины и дети. К утру народ оттеснил войска; король приказал им удалиться из Берлина и даровал амнистию всем политическим заключенным (включая поляков). Он говорил в речах и прокламациях, что «отныне начинается для немецкой нации новая славная история» и что он хочет стать в качестве конституционного государя во главе общего германского отечества, свободного и единого. Однако в среде самих революционеров начались разногласия. 14 000 берлинцев, из которых многие принимали участие в сражении 18 марта, через девять дней после него подали королю петицию о возвращении войск в Берлин. Это было ответом на состоявшееся накануне собрание рабочих, на котором были заявлены требования о министерстве труда, о нормальном рабочем дне и др.
Предпарламент был собран 31 марта, во франкфуртской церкви Святого Павла. Его члены призывали к свободным выборам в общегерманский парламент, на что было согласно большинство германских княжеств. После выборов общегерманский парламент открыл свою первую сессию 18 мая. Из-за того что среди 586 депутатов много было профессоров (94), учителей (30) или имеющих университетское образование (233), его прозвали «профессорским парламентом» (нем. Professorenparlament).
Всего около 400 депутатов составляло какие-либо политические фракции, обычно называемые по местам сбора их членов:
- Café Milani — правые/консерваторы (40)
- Casino — правые центристы/либеральные консерваторы (120)
- Landsberg — центристы/либералы (40)
- Württemberger Hof — левые центристы (100)
- Deutscher Hof — левые/либеральные демократы (60)
- Donnersberg — крайне левые/демократы (40)

Провозгласив эрцгерцога Иоанна администратором государства не без помощи либерального политика Генриха фон Гагерна, парламент приступил к созданию современной конституции как основы для объединённой Германии.
С самого начала главными проблемами были регионализм, поддержка локальных вопросов над пангерманскими, и австро-прусские конфликты. Эрцгерцог Иоганн Баптист Австрийский был избран временным главой государства (имперский викарий, нем. Reichsverweser), что было попыткой создания временной исполнительной власти. Однако большинство немецких княжеств не признавали новое правительство. Впредь, слабостью парламента стала реакция. Германский парламент потерял много репутации в глазах немецкой публики, когда Пруссия поддержала свои собственные политические намерения в Шлезвиг-Гольштейнском вопросе без предшествующего его на то согласия. То же произошло и тогда, когда Австрия подавила народное восстание в Вене военной силой.
Несмотря на это, начались дискуссии о будущей конституции. Главными вопросами были:
- Включать ли в состав объединённой Германии германскую часть Австрии и, соответственно, конституционно отделить эти территории от остальной империи Габсбургов («великогерманский путь объединения Германии»), или исключить Австрию, предоставив руководящую роль Пруссии («малогерманский путь объединения Германии»)? В итоге, этот вопрос был исчерпан, когда Государственный канцлер Австрийской империи ввёл централизированную конституцию для всей Австрийской империи, что заставило депутатов отказаться от своих надежд на «Великую Германию».
- Стать ли Германии наследственной монархией, выборной монархией, или же республикой?
- Стать ли Германии федерацией относительно независимых государств или  централизированной державой?

Вскоре события начали опережать дискуссии. 14 июня в Берлине толпа бедноты разграбила цейхгауз. Депутат Роберт Блюм был послан в Вену своими левыми политическими коллегами с целью выяснения деталей подавления тамошнего народного восстания военным путём. Р. Блюм участвовал в уличных боях, был арестован и казнён 9 ноября, вопреки своим претензиям на неприкосновенность как член Франкфуртского парламента.
Хотя достижения Мартовской революции и были ликвидированы во многих немецких княжествах, дискуссии в парламенте продолжались, всё больше и больше теряя контакт с общественностью.
В декабре 1848 года «Фундаментальные права для Немецкого народа» провозгласили равенство всех граждан перед законом.

### 1849 год
28 марта 1849 года ещё черновая конституция, наконец, прошла. Новой Германии суждено было стать конституционной монархией, и титул главы государства («император немцев») должен был стать наследственным и носить его должен был соответствующий король Пруссии. Это предложение было поддержано не более чем 290 голосами за, остальные 248 депутатов воздержались. Конституция была принята 29 маленькими государствами, но не Австрией, Пруссией, Баварией, Ганновером или Саксонией. Императорская корона была предложена королю прусскому Фридриху-Вильгельму IV, который от неё отказался, не желая принимать её из рук революционеров и притом на условиях, которые ставила конституция.
Для защиты постановлений парламента в различных местах (особенно — в Саксонии и в Бадене, а также в Баварском Пфальце и в Эльберфельде) произошли народные восстания, но они скоро были подавлены при помощи прусских войск.
Общегерманский парламент, значительно поредевший, 30 мая 1849 года постановил перенести свои заседания в Штутгарт, где и заседал до 18 июня, когда этот парламент-охвостье (нем. Rumpfparlament) был разогнан военной силой.
22 мая 1849 года в Берлине начало работу Национальное собрание Пруссии, которое, однако, не успело сделать ничего серьезного. Фридрих Вильгельм IV отсрочил заседания палат и перенес их из Берлина в Бранденбург. Депутаты хотели не подчиниться этому постановлению и пытались собираться в разных зданиях Берлина, но их разгоняли солдаты. 5 декабря они собрались в Бранденбурге с целью протеста против образа действий правительства, ответившего на это роспуском собрания. Затем король издал конституцию и избирательный закон, основанный на имущественном цензе (трехклассная система).